# Jaume Gularons i Bayà
Jaume Gularons i Bayà (Barcelona, 16 d'abril de 1899 - França, 1951) fou un futbolista català de la dècada de 1920.

## Trajectòria
Començà a destacar a l'Avenç de Sant Andreu. L'any 1922 fitxà breument pel FC Barcelona on disputà 15 partits no oficials. Retornà a l'Avenç, fins que el 1924 s'integrà a la UE de Sants, on jugà quatre temporades, amb la qual aconseguí el subcampionat de Catalunya (1926). Acabà la seva carrera a la UE Sant Andreu, club continuador de l'Avenç. Fou internacional amb Catalunya, jugant contra la selecció de París (1926), i contra Brussel·les (1927).